# Mistrzostwa Polski w Łyżwiarstwie Szybkim na Dystansach 2020
34. Mistrzostwa Polski w Łyżwiarstwie Szybkim na Dystansach 2020 odbyły się w dniach 24-27 października 2019 roku na torze Arena Lodowa Tomaszów Mazowiecki. 

## Obrońcy tytułów
| Konkurencja                 | Mężczyźni       | Kobiety             |
| --------------------------- | --------------- | ------------------- |
| 500 metrów                  | Artur Waś       | Kaja Ziomek         |
| 1000 metrów                 | Piotr Michalski | Natalia Czerwonka   |
| 1500 metrów                 | Zbigniew Bródka | Natalia Czerwonka   |
| 5000 metrów / 3000 metrów   | Adrian Wielgat  | Magdalena Czyszczoń |
| 10 000 metrów / 5000 metrów | Patryk Wójcik   | Magdalena Czyszczoń |
| Start masowy                | Marcin Bachanek | Karolina Bosiek     |

## Kobiety
| Konkurencja:     | 1. miejsce                                                               | Rezultat | 2. miejsce                                                            | Rezultat | 3. miejsce                                                                 | Rezultat |
| 500 m            | Kaja Ziomek (MKS Cuprum Lubin)                                           | 38.93    | Karolina Bosiek (Pilica Tomaszów Mazowiecki)                          | 39.46    | Andżelika Wójcik (AZS-AWF Katowice)                                        | 39.47    |
| 1000 m           | Natalia Czerwonka (Arena Tomaszów Mazowiecki)                            | 1:17.56  | Karolina Bosiek (Pilica Tomaszów Mazowiecki)                          | 1:17.96  | Kaja Ziomek (MKS Cuprum Lubin)                                             | 1:19.06  |
| 1500 m           | Natalia Czerwonka (Arena Tomaszów Mazowiecki)                            | 1:59.03  | Karolina Bosiek (Pilica Tomaszów Mazowiecki)                          | 2:00.64  | Karolina Gąsecka (Pilica Tomaszów Mazowiecki)                              | 2:04.06  |
| 3000 m           | Karolina Bosiek (Pilica Tomaszów Mazowiecki)                             | 4:18.00  | Natalia Czerwonka (Arena Tomaszów Mazowiecki)                         | 4:20.46  | Karolina Gąsecka (Pilica Tomaszów Mazowiecki)                              | 4:25.36  |
| 5000 m           | Karolina Gąsecka (Pilica Tomaszów Mazowiecki)                            | 7:52.62  | Magdalena Borek (Arena Tomaszów Mazowiecki)                           | 8:09.79  | Joanna Hajduk (Legia Warszawa)                                             | 8:28.78  |
| Start masowy     | Karolina Gąsecka (Pilica Tomaszów Mazowiecki)                            | 62       | Olga Kaczmarek (AZS-AWF Katowice)                                     | 40       | Natalia Czerwonka (Arena Tomaszów Mazowiecki)                              | 20       |
| sprint drużynowy | MKS Cuprum Lubin Adrianna Kluk Aleksandra Kluk Kaja Ziomek               | 1:36,50  | AZS AWF Katowice Aleksandra Kapruziak Olga Kaczmarek Andżelika Wójcik | 1.36,60  | Pilica Tomaszów Mazowiecki Aleksandra Czapnik Daria Kopacz Natalia Jabrzyk | 1.36,84  |
| wyścig drużynowy | Pilica Tomaszów Mazowiecki Karolina Gąsecka Daria Kopacz Natalia Jabrzyk | 3:26,82  | AZS AWF Katowice Aleksandra Kapruziak Olga Kaczmarek Iga Wojtasik     | 3.29,52  | Orlica Duszniki Zdrój Alicja Jasztal Aleksandra Glamkowska Kaja Gajewska   | 3.38,78  |

## Mężczyźni
| Konkurencja:     | 1. miejsce                                                          | Rezultat | 2. miejsce                                                                      | Rezultat | 3. miejsce                                                       | Rezultat |
| 500 m            | Piotr Michalski (SKŁ Górnik Sanok)                                  | 35.35    | Artur Waś (AZS KU Politechniki Opolskiej Opole )                                | 35.40    | Artur Nogal (Stoczniowiec Gdańsk)                                | 35.62    |
| 1000 m           | Piotr Michalski (Górnik Sanok)                                      | 1:11.48  | Artur Nogal (Stoczniowiec Gdańsk)                                               | 1:11.49  | Marcin Bachanek (Stoczniowiec Gdańsk)                            | 1:11.81  |
| 1500 m           | Adrian Wielgat (Stoczniowiec Gdańsk)                                | 1:50.54  | Artur Janicki (UKS Błyskawica Domaniewice)                                      | 1:51.12  | Marcin Bachanek (Stoczniowiec Gdańsk)                            | 1:51.48  |
| 5000 m           | Artur Janicki (UKS Błyskawica Domaniewice)                          | 6:39.86  | Szymon Palka (Stoczniowiec Gdańsk)                                              | 6:39.88  | Adrian Wielgat (Stoczniowiec Gdańsk)                             | 6:44.77  |
| 10 000 m         | Szymon Palka (Stoczniowiec Gdańsk)                                  | 13:56.48 | Artur Janicki (UKS Błyskawica Domaniewice)                                      | 14:24.05 | Mateusz Owczarek (Pilica Tomaszów Mazowiecki)                    | 14:34.26 |
| Start masowy     | Marcin Bachanek (GKS Stoczniowiec Gdańsk)                           | 60       | Artur Janicki (UKS Błyskawica Domaniewice)                                      | 40       | Jakub Piotrowski (Pilica Tomaszów Mazowiecki)                    | 20       |
| sprint drużynowy | Stoczniowiec Gdańsk Sebastian Kłosiński Marcin Bachanek Artur Nogal | 1:23,65  | Pilica Tomaszów Mazowiecki Mateusz Owczarek Jakub Piotrowski Damian Żurek       | 1.26,15  | Stoczniowiec Gdańsk Adrian Wielgat Dawid Burzykowski Jan Świątek | 1.26,47  |
| wyścig drużynowy | Stoczniowiec Gdańsk Adrian Wielgat Dawid Burzykowski Szymon Palka   | 4:10,98  | Pilica Tomaszów Mazowiecki Mateusz Owczarek Jakub Piotrowski Szymon Wojtakowski | 4.12,94  | MKS Cuprum Lubin Maciej Dulewicz Wojciech Gutowski Kacper Busse  | 4.36,16  |